# آرکوس-ایر
آرکوس-ایر (به انگلیسی: Arcus-Air) یک شرکت هواپیمایی با کد یاتا ZE است که در تاریخ ۱۹۷۳ میلادی تأسیس شده است. دفتر مرکزی آرکوس-ایر در ترویزدورف، آلمان واقع شده‌است و قطب این شرکت هواپیمایی در فرودگاه شهری مانهایم قرار دارد.